# Torymus maculipennis
Torymus maculipennis is een vliesvleugelig insect uit de familie Torymidae. De wetenschappelijke naam is voor het eerst geldig gepubliceerd in 1884 door Cameron.